# Rácz János (segédlelkész)
Rácz János (Sarkad, 1845. július 4. – Békésgyula, 1897. július 20.) református segédlelkész és rektor-tanító.

## Élete
Rácz György csizmadiamester és Tóth Julianna fia. 1855-ben szüleivel átköltözött Gyulára és ott folytatta tanulását és éneklésre is oktatták. Apja azonban mesterségre szánta fiát és maga mellé vette, ahol elkedvetlenedve, végül is testvérbátyja, Rácz Károly mellé került tanulónak Békésre és 1857-ben mind a ketten a debreceni kollégium tanulói lettek; kezdve az I. osztályon, ott végezte a 8-at is; azután a hittanszaki pályát folytatta négy évig. Sok szenvedés és nélkülözés után 1869-ben tanulmányait elvégezve, szülővárosában esküdtfelügyelőségre és köztanítóságra mozdították elő; félévre Bécsbe ment a német nyelv elsajátítása végett. 1871 áprilisában hazatért Bécsből és Debrecenben letette az első lelkészi vizsgát és mint káplán egy évre alkalmazást nyert Biharderecskén. Időközben letette a második lelkészi vizsgát és egy évre Püspökladányba, majd 11 hónap mulva Gyorokra (Arad megye) hívták meg lelkésznek és 1873. április 7-én elfoglalta állását; innét 17 hónap mulva a gyulai egyház felszólítására 1874. szeptember 27-én elfoglalta az ottani rektori hivatalt. 1877-ben letette a tanítói képességi vizsgálatot Debrecenben.
A «Békés» c. helyi lapnak szorgalmas munkatársa volt, egyik cikke ezen lapban (1887. 34., 35. sz. Papp Mihály lelkész életéből.

## Munkája
- Életirat vázlatom. Gyula, 1897. (Sajtó alá rendezte testvére Rácz Károly és kiadta Dombi Lajos, gyulai ev. ref. lelkész.).